# Provincia di Apayao
Apayao è una provincia delle Filippine, situata nell'interno della parte settentrionale di Luzon, nella Regione Amministrativa Cordillera.
Il capoluogo è Kabugao.

## Storia
Il Republic Act n.4695 del 18 giugno 1966 suddivise l'originaria provincia di Mountain Province in diverse entità più piccole, tra le quali anche la provincia di Kalinga-Apayao. Nel 1987 questa provincia lasciò la regione della Valle di Cagayan per costituire con le altre province montane la Regione Amministrativa Cordillera, e, nel febbraio del 1995, con il Republic Act n.7878, avvenne la definitiva separazione che ha portato alla creazione di due province distinte: Apayao e Kalinga.

## Geografia fisica
Nella parte nord dell'isola di Luzon, Apayao confina con le seguenti province: a nord e ad est con Cagayan, a sud con Kalinga, ad ovest con Abra.
Non ha sbocchi sul mare e il paesaggio è essenzialmente collinare-montuoso per la presenza della parte più settentrionale della catena montuosa della Cordillera Central. Molto estesa la superficie forestata mentre il territorio sfruttato per usi agricoli è meno del 10%.

### Suddivisioni amministrative
La provincia di Apayao è divisa in 7 municipalità.

#### Municipalità
- Calanasan
- Conner
- Flora
- Kabugao
- Luna
- Pudtol
- Santa Marcela

## Economia
La provincia, tra le meno densamente abitate delle Filippine, ha come risorsa principale l'agricoltura, e in particolare la produzione di frumento e ortaggi.